# Comté de Kewaunee
Le comté de Kewaunee est un comté situé dans l'État du Wisconsin aux États-Unis. Son siège est Kewaunee. Selon le recensement de 2000, sa population était de 20 187 habitants.

## Communautés

### Cities
- Algoma
- Kewaunee (siège du comté)

### Villages
- Casco
- Luxemburg

### Towns
- Ahnapee
- Carlton
- Casco
- Franklin
- Lincoln
- Luxemburg
- Montpelier
- Pierce
- Red River
- West Kewaunee